# Una ballena
Una ballena  és una pel·lícula de thriller fantàstic neo-noir del 2024 escrita i dirigida per Pablo Hernando. És protagonitzada per Ingrid García-Jonsson i Ramón Barea.

## Trama
La trama segueix a Ingrid, una assassí a sou que treu el seu poder per desaparèixer sense deixar rastre d'un altre món habitat per monstres.

## Repartiment
- Ingrid García-Jonsson com a Ingrid[3]
- Ramón Barea com a Melville[4]
- Kepa Errasti com a Jonás[3]
- Óscar Pastor com a Abasolo[3]
- Iñigo de la Iglesia[3]
- David Pareja[3]
- Iñake Irastorza[3]

## Producció
Segons Hernando, la pel·lícula és "en primer lloc" "la història d'un assassí a contracte en un món de contrabandistes i mafiosos", lligant-la a El samurai de Jean-Pierre Melville. En canvi García-Jonsson va citar com a referències la filmografia de Nicolas Winding Refn i Under the Skin.
La pel·lícula va ser produïda per Señor y Señora, Sayaka Producciones i Orisa Produzioni. Els llocs de rodatge a Biscaia incloïen l'illa artificial de Zorrotzaurre. En acabar el rodatge, Hernando va informar que el projecte entraria en una llarga postproducció a causa de la profusió d'efectes visuals.

## Llançament
La pel·lícula es va presentar al LVII Festival Internacional de Cinema Fantàstic de Catalunya el 10 d'octubre de 2024. Distribuïda per Elastica, s'esperava l'estrena a les sales d'Espanya el 28 de març de 2025..

## Recepció
Júlia Olmo de Cineuropa va descriure Una ballena com "un encreuament entre el film negre, la ciència-ficció i el horror còsmic", elogiant-la com "una pel·lícula tan críptica com bella, i de vegades hipnòtica"..
Desirée de Fez d’El Periódico de Catalunya va puntuar la pel·lícula amb 4 sobre 5 estrelles, i va escriure que és "visualment impressionant".
Antonio Trashorras de Fotogramas va puntuar la pel·lícula amb 4 sobre 5 estrelles, destacant el seu "so hipnòtic i disseny musical" com el millor d'ella.
Miguel Ángel Romero de Cinemanía va puntuar la pel·lícula amb 4 sobre 5 estrelles, declarant-la "pura poesia visual".
Raquel Hernández Luján de HobbyConsolas va donar a la pel·lícula 80 punts ('molt bona'), destacant la fotografia de Sara Gallego com la millor de la pel·lícula.
Javier Ocaña d'El País considera que, tot i sortir-se’n millor en alguns aspectes que en d'altres, la pel·lícula "quasi sempre és suggeridora gràcies a la seva singularitat", recolzada principalment pels diàlegs "secs i sentenciosos" i les atmosferes "gelades i desolades".